# 大王街道 (西安市)
大王街道，原为大王镇，是中华人民共和国陕西省西安市鄠邑区下辖的一个乡镇级行政单位。2018年撤镇设街道。区划代码改为610118008。

## 行政区划
大王街道下辖以下地区：
大王镇社区、大王西村、大王东村、宋家村、凿齿东村、东兴村、富村、联庄村、康西村、小王店村、宋西村、王守村、康中村、康北村、梧北村、梧中村、梧南村、凿齿南村、兆伦村、龙新村、龙西村、凿齿西村、史家村、宜都村、营日村、康东村、宋东村和凿齿北村。